# Caloptilia betulivora
Caloptilia betulivora är en fjärilsart som först beskrevs av Mcdunnough 1946.  Caloptilia betulivora ingår i släktet Caloptilia och familjen styltmalar. Inga underarter finns listade i Catalogue of Life.